# Maselino Masoe
Maselino Francis Masoe (* 6. Juni 1966 in Apia, Samoa) ist ein ehemaliger neuseeländischer Profiboxer samoanischer Herkunft und ehemaliger WBA-Weltmeister im Mittelgewicht.
Maselino Masoe wurde in Apia, der Hauptstadt des westlichen Teils der Samoainseln geboren und ist der ältere Bruder von Chris Masoe, einem Rugby-Union-Spieler. Sein Vater, sein älterer Bruder Mika und zwei seiner Onkel sind ebenfalls Boxer. Er begann im Alter von fünf Jahren mit dem Boxen und bestritt 86 Amateurkämpfe in seiner Heimat. 1993 gewann er die 16. Ozeanischen Meisterschaften im Halbmittelgewicht. Für Amerikanisch-Samoa nahm er dreimal an Olympischen Sommerspielen teil; 1988 im Weltergewicht, sowie 1992 und 1996 im Halbmittelgewicht. 1988 unterlag er im Achtelfinale dem US-amerikanischen Weltmeister Kenneth Gould und landete auf Platz 9. 1992 unterlag er im Viertelfinale György Mizsei aus Ungarn und erreichte den 5. Platz, während er 1996 bereits im ersten Kampf gegen den Tunesier Mohamed Marmouri verlor. Sein Bruder Mika nahm 1988 und 1992 ebenfalls an den Olympischen Spielen teil und erreichte zweimal das Viertelfinale im Halbschwergewicht.
1997 siedelte er nach Neuseeland über und wurde Profiboxer im Mittelgewicht. Er machte sich schnell einen Namen als harter Puncher; so gewann er seine ersten 14 Kämpfe, davon 13 durch Knockout. Dabei gewann er im Februar 1998 den Ozeanischen Meistertitel und im November selben Jahres den Pan-Pazifischen Meistertitel der IBF.
Am 5. März 2000 erlitt er in Las Vegas die erste Niederlage seiner Profikarriere, als er durch technischen K. o. in Runde 5 gegen den späteren WBA-Weltmeister und ebenfalls schlagstarken Santiago Samaniego (29 Siege, davon 24 K. o.´s) verlor. Nach vier weiteren K. o.-Siegen, unterlag er am 10. Dezember 2000 in Illinois, dem Zentralamerikanischen Meister der WBA Tito Mendoza durch technischen K. o. in Runde 3.
Am 2. Dezember 2001 gewann er den Pan-Asiatischen Meistertitel durch technischen K. o. in Runde 6 gegen Peter Mokomoko und verteidigte ihn sechsmal durch K. o., was ihm schließlich die Chance auf einen WM-Kampf eröffnete.
Am 1. Mai 2004 boxte er um den vakanten WBA-Weltmeistertitel gegen den ungeschlagenen, in Dänemark lebenden Kenianer Evans Ashira und gewann den Titel durch technischen K. o. in Runde 2. Diesen verlor er jedoch bereits in seiner ersten Titelverteidigung am 11. März 2006 durch Punkteniederlage an Felix Sturm. Das Duell gegen Sturm gestaltete sich zunächst ausgeglichen. Sturm erarbeitete sich in der Folgezeit Vorteile und sorgte damit für einen Punktevorsprung, den er jedoch zum Ende des Kampfes nur noch verteidigte und sich zunehmend dem Kampf entzog, um der Gefahr eines Lucky Punches vorzubeugen. Für dieses taktische Defensivverhalten wurde Sturm, obwohl er den Titel gewonnen hatte, vom Publikum kritisiert und mit Pfiffen bedacht.
Am 8. Juli 2006 boxte er gegen Randy Griffin um die erneute Chance auf den WBA-Titel, verlor jedoch nach Punkten. Nach einem Wechsel in die nächsthöhere Gewichtsklasse, ins Supermittelgewicht, gewann er im Juni 2008 den Neuseeländischen Meistertitel und im November den Asiatisch-pazifischen Meistertitel der WBO.
Am 25. April 2009 boxte er gegen den ungeschlagenen Károly Balzsay um den WBO-Weltmeistertitel, verlor jedoch durch K. o. in der 11. Runde.